# Chaos Divine

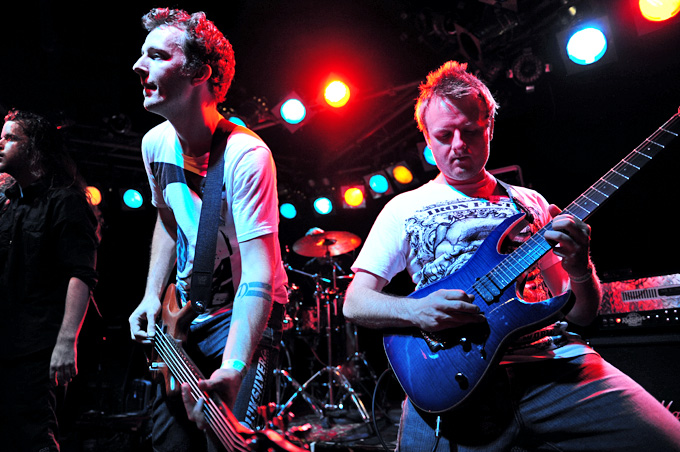
Chaos Divine in 2011

Chaos Divine is een Australische melodieuze deathmetal band met progressieve elementen die is opgericht in 2005.

## Bezetting

### Huidige bandleden
- Dave Anderton - zanger
- Simon Mitchell - gitarist
- Ryan Felton - gitarist
- Michael Kruit - bassist
- Ben Mazzarol - drummer

### Voormalige bandleden
- Chris Mitchell - Drummer

## Biografie
Chaos Divine werd in 2005 gevormd in Perth, Australië door gitarist Simon Mitchell, bassist Michael Kruit en gitarist Ryan Felton. Hierbij kwamen later zanger Dave Anterton en drummer Ben Mazzarol. De band slaagde erin om te mogen openen voor bands als Trivium, Fear Factory, Dark Tranquillity en DevilDriver.
In februari 2006 brachten ze een EP uit, getiteld Ratio. Deze werd goed ontvangen in Australië. Hierna werd drummer Ben Mazzarol vervangen door Chris Mitchell. In april 2007 waren ze voorprogramma voor Slayer en Mastodon.
In 2008 verliet Mitchell vervolgens de band en werd hij opnieuw vervangen door Mazzarol. Hetzelfde jaar bracht de band haar debuutalbum Avalon uit. In 2009 speelden ze vervolgens voor het eerst in Europa, waaronder op het Nederlandse festival ProgPower Europe.

## Discografie
- Ratio 2006 (EP)
- Avalon (2008) (Album)